# Blender (Basse-Saxe)
Pour les articles homonymes, voir Blender (homonymie).
Blender est une municipalité allemande du land de Basse-Saxe, située dans l'arrondissement de Verden. En 2014, elle comptait 2 856 habitants.

## Source
- (de) Cet article est partiellement ou en totalité issu de l’article de Wikipédia en allemand intitulé « Blender (Landkreis Verden) » (voir la liste des auteurs).